# Bordexemplar
Bordexemplare sind diejenigen Exemplare einer Zeitung oder Zeitschrift, die in Verkehrsmitteln wie Flugzeugen oder Zügen (z. B. bis Anfang 2023 im ICE) ausgelegt werden. Die Verkehrsgesellschaften beziehen diese Exemplare in der Regel zu Sonderkonditionen direkt bei den Verlagen. Die Exemplare werden den Passagieren üblicherweise kostenlos zur Verfügung gestellt. In der Verlagswirtschaft gehören Bordexemplare zur verkauften Auflage, werden aber auch getrennt ausgewiesen (z. B. durch die IVW).
Im Januar 2016 wurde bekannt, dass die Lufthansa die Bordexemplare abschaffen wolle. Die Fluggäste erhielten stattdessen Zugriff auf E-Paper-Ausgaben, hieß es in der taz. Gedruckte Zeitungen seien nur noch in den Flughäfen Berlin, Düsseldorf, Frankfurt, Hamburg, München und Stuttgart am Boden erhältlich, außerdem in der Business und in der First Class. Die Fluglinie erklärte, damit auf die geänderten Gewohnheiten ihrer Kunden zu reagieren.